# Johann Zápolya

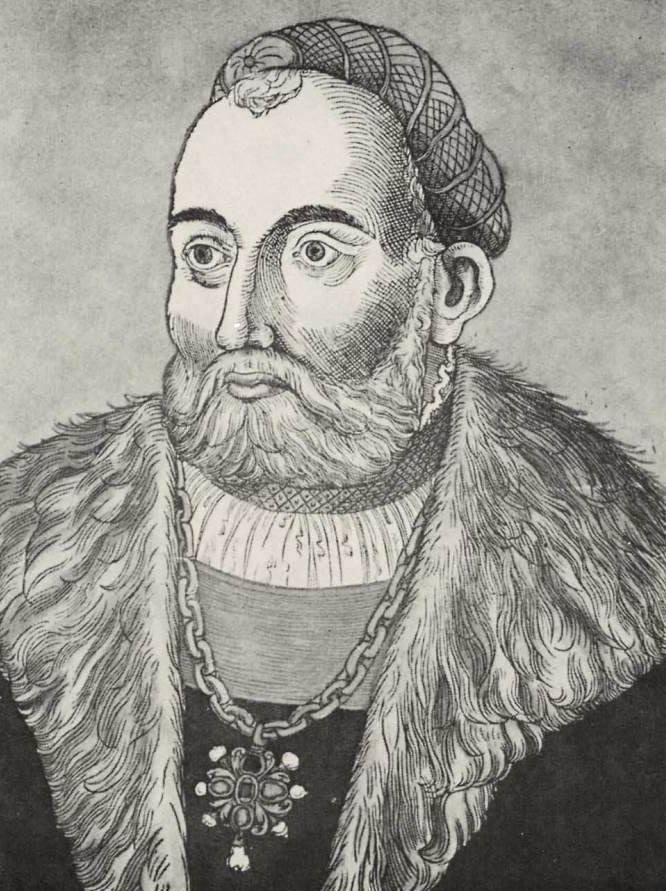
Johann Zápolya (Stich von Erhard Schön)

Johann Zápolya (ungarisch Szapolyai János, kroatisch Ivan Zapolja, Ivan Zapoljski, rumänisch Ioan Zapolya, serbisch Jovan Zapolja; * 2. Februar 1487 auf der Zipser Burg; † 22. Juli 1540 in Mühlbach in Siebenbürgen) war ein ungarischer Aristokrat, Wojewode von Siebenbürgen und ab 1526 als Johann I. erwählter König von Ungarn und Kroatien. Im Türkenkrieg stand Johann Zápolya gegen den Thronkonkurrenten Ferdinand I. von Österreich. Der Friede von Großwardein 1538 sprach das Königreich Ungarn für den Fall seines Todes den Habsburgern zu.

## Leben

### Herkunft
Johann Zápolya entstammte der Adelsfamilie der Zápolya. Er war ein Sohn aus der zweiten Ehe des Stephan Zápolya, Woiwode von Siebenbürgen mit Hedwig (Hedwiga), Prinzessin von Teschen aus dem Haus der Piasten, auf der Zipser Burg im östlichen Oberungarn, heute Slowakei, geboren. Seine Mutter war die Tochter des Przemysl II., des Herzogs von Teschen und Glogau in Schlesien, und der Anna, Prinzessin von Masowien.

### Woiwode von Siebenbürgen
1505 nahm Johann als Achtzehnjähriger am Reichstag von Rákos (auf dem Rákosfeld) teil. Auf seinen Antrag habe die Versammlung beschlossen, dass nach dem Tod des regierenden Königs, des aus dem polnischen Herrschergeschlecht der Jagiellonen stammenden Vladislav II., der neben Ungarn auch über Böhmen herrschte, kein Fremder zum König von Ungarn gekrönt werden solle.
1510 soll Zápolya vergeblich um die Hand der Prinzessin Anna von Böhmen und Ungarn angehalten haben. 
1511 erfolgte die Ernennung zum Woiwoden von Siebenbürgen.
1513 eilte er nach einem erfolgreichen Angriff auf türkisch besetztes Territorium mit 1000 Reitern nach Buda und erneuerte seinen Heiratsantrag, der wieder abgelehnt wurde.
1514 erstickte Zápolya den Bauernaufstand von György Dózsa gegen die Grundherrschaft des Adels und die Erbuntertänigkeit der Bauern. Auf Zápolyas Geheiß wurde György Dózsa als „Bauernkönig“ verhöhnt, gefoltert und umgebracht.

### Ambitionen auf den ungarischen Thron
Zápolya war ein Schwager des polnischen Königs Sigismund I. und des ungarisch-böhmischen Königs Wladyslaw II. und somit der Onkel Ludwigs II. von Böhmen und Ungarn. Nach dem Tod Wladyslaws II. machte ihn der Reichstag von Rákos 1516 zum Reichsverweser für den minderjährigen König Ludwig II. Er strebte vergeblich die Würde des Palatins an, eines obersten Hofbeamten. Der Staatsrat und der Hof stellten sich dagegen und ernannten 1519 Stephan Báthory, den Vater des gleichnamigen Königs von Polen.
Der Streit zwischen Zápolya und Báthory ermöglichte es den Türken, 1521 die bedeutende Festung Belgrad einzunehmen.
1522 hatte der Reichstag Zápolya und Báthory zu Generalkapitänen Ungarns ernannt, aber der Hof bestätigte nur Báthory. Bei den Reichstagen von Hatvan und Rákos 1522 versuchte Zápolya vergeblich, den Palatin abzusetzen. Im folgenden Jahr entmachtete die revolutionäre Ständeversammlung von Hatvan den Staatsrat und machte István Verböczy, einen Freund Zápolyas, zum Palatin.
Der türkische Sultan Süleyman der Prächtige fiel mit einer gewaltigen Armee in die ungarische Tiefebene ein. Der junge König Ludwig II. kam 1526 in der Schlacht bei Mohács ums Leben. Da Zápolya nicht rechtzeitig erschien, wurde er vom Hof des Verrats bezichtigt. Sein jüngerer Bruder Georg Zápolya (* um 1490), Erbgraf der Zips, Feldhauptmann und zweiter Oberbefehlshaber der königlich-ungarischen Truppen, wurde ebenfalls in der Schlacht bei Mohács getötet.

### König von Ungarn
Nach dem Tod von Ludwig II. wurden in zwei Ständeversammlungen zwei verschiedene Könige gewählt:
Zápolya wurde in Tokaj am 16. Oktober 1526 zum König von Ungarn gewählt. Seine Wahl wurde von einer weiteren Versammlung in Stuhlweißenburg am 10. November 1526 bestätigt. Am folgenden Tag wurde Johann Zápolya als Johann I. mit der Stephanskrone zum König von Ungarn gekrönt. 
Sein Konkurrent, der spätere Kaiser Ferdinand I., ein Schwager von Ludwig II., wurde am 16. Dezember 1526 in Preßburg von einer Ständeversammlung zum König von Ungarn gewählt. 
„Die Doppelwahl bedeutete den Auftakt zum Bürgerkrieg – das Unglückseligste, das dem Land mit Rücksicht auf die Invasion der Osmanen geschehen konnte.“ 1527 gewann Ferdinand den militärischen Machtkampf und Johann floh aus der Hauptstadt Ofen (ungarisch Buda) nach Siebenbürgen.
Ferdinand und Johann schickten Gesandte an den Hof des Sultans. Der Gesandte Johanns, der polnische Diplomat Hieronymus Laski, ein Bruder Johannes a Lascos, sicherte König Johann das Wohlwollen des Sultans und 1528 unterstellte sich König Johann dem „Schutz“ (und damit der Oberhoheit) der Osmanen. Am 10. Mai 1529 brach der Sultan mit einer türkischen Armee und deren Hilfstruppen nach Ungarn auf und errichtete am 18. August ein Heerlager bei Mohács. König Johann suchte den Sultan in dessen Lager auf und leistete ihm den Handkuss als Zeichen der Vasallität. Im Gegenzug erkannte der Sultan Johann als König von Ungarn an.
Der Friede von Großwardein (ungarisch: Nagyvárad, rumänisch: Oradea) vom 24. Februar 1538 setzte dem zwölfjährigen Kampf zwischen Johann und Ferdinand ein Ende. Ferdinand erkannte Johann als König von Ungarn an. Er ließ sich jedoch das Recht auf die Nachfolge bei dessen Tod zusichern. Johann brach die Vereinbarung, als ihm aus der 1539 geschlossenen Ehe mit Isabella, der Tochter seines Schwagers Sigismund I., König von Polen, am 7. Juli 1540, 15 Tage vor seinem Tod, in Ofen ein Sohn geboren wurde, Johann Sigismund Zápolya, den er sogleich zum Erben des Königreichs Ungarn erklärte.

## Würdigung
König Johann I. Zápolya war in seiner Regierungsgewalt auf das mittlere Drittel Ungarns und das östliche Siebenbürgen beschränkt. Aus ungarischer Sicht ist sein Verdienst die Verteidigung der nationalen Unabhängigkeitt, an der sein Minister Frater György (György Utješenović) als Berater entscheidenden Anteil hatte, unter der Anerkennung der Oberhoheit des Sultans. Im Frieden von Großwardein überlies Johann den nordwestlichen Teil als „Königliches Ungarn“ den Habsburgern. Ferdinand von Habsburg beanspruchte es 1540, nach Johanns Tod. Daraufhin besetzten türkische Truppen das Kernland Ungarns einschließlich Buda. Johanns Erben erhielten das Fürstentum Siebenbürgen, das unter der Oberhoheit des Osmanischen Reiches bis 1686/1687 Bestand hatte.